# Edward Mujica
Pour les articles homonymes, voir Mujica.
Edward Jose Mujica (né le 10 mai 1984 à Valencia, Venezuela) est lanceur de relève droitier de la Ligue majeure de baseball.

## Carrière

### Indians de Cleveland
Edward Mujica signe chez les Indians de Cleveland en 2001 comme agent libre. Après des saisons dans les clubs-écoles des Indians à San Felipe, Burlington et Lake County en 2002, 2003 et 2004, Mujica évolue en Carolina League avec les Kinston Indians en 2005 où il enregistre une moyenne de points mérités de 2,08, puis est promu en Double-A chez les Akron Aeros, où sa moyenne de points s'établit à 2,88.
Il commence l'année 2006 à Akron, la poursuit en Triple-A chez les Bisons de Buffalo et est appelé en Ligue majeure le 21 juin. Il concède son premier point de la saison lors de son quatrième match pour les Indians, soit une série cumulée de 43,1 manches lancées sans concéder un point : 19 avec Akron, 19,67 avec Buffalo et 4,67 avec Cleveland[réf. nécessaire].
Moins consistant en 2007, il est reversé en réserve et évolue avec les Buffalo Bisons. Il ne joue aucun match lors des séries éliminatoires des Indians en octobre.

### Padres de San Diego
Il est transféré le 1er avril 2009 des Indians aux Padres de San Diego.
Il joue deux saisons pour les Padres. Il compte 93 manches et deux tiers lancées en 67 sorties en relève en 2009 et sa moyenne de points mérités se chiffre à 3,94.
En 2010, il abaisse sa moyenne à 3,62 en 59 sorties et 69,2 manches au monticule. Il enregistre 72 retraits sur des prises cette saison-là.

### Marlins de Miami
Après deux saisons à San Diego, Mujica passe aux Marlins de la Floride le 13 novembre 2010, alors que les Padres le transfèrent à l'équipe de Floride en compagnie du lanceur droitier Ryan Webb. Le voltigeur Cameron Maybin est acquis par San Diego dans cette transaction. Mujica présente sa meilleure moyenne de points mérités en carrière en 2011 pour les Marlins : 2,96 en 76 manches lancées et 67 parties. Il remporte 9 victoires contre 7 défaites.
En 41 parties lancées en relève pour les Marlins de Miami en 2012, Mujica compte 3 défaites et une moyenne de points mérités de 4,38 en 39 manches au monticule.

### Cardinals de Saint-Louis
Le 31 juillet 2012, Mujica est transféré aux Cardinals de Saint-Louis en échange du joueur de troisième but Zack Cox. Mujica s'amène à Saint-Louis avec une moyenne de points mérités de 4,38 en 39 manches lancées pour les Marlins. Il change du tout au tout après la transaction et affiche une moyenne d'à peine 1,03 en 26 manches et un tiers lancées lors de 29 sorties pour les Cardinals à la fin de la saison. Il complète le calendrier régulier avec aucune victoire, trois défaites et une moyenne de 3,03 en 65 manches et un tiers de travail en 70 parties jouées. Participant pour la première fois de sa carrière aux séries éliminatoires, il n'accorde aucun point en quatre manches lors de la Série de championnat de la Ligue nationale. De ses cinq présences, l'une se solde par une victoire, dans le premier match du duel entre les Cardinals et les Giants de San Francisco.

#### Saison 2013
Mujica devient le stoppeur pour Saint-Louis en 2013. Il est invité au match des étoiles de mi-saison, une première pour lui.
Auteur avant 2013 de 6 sauvetages en 7 saisons dans les majeures, Mujica en réalise 37 en une année pour les Cardinals. Il s'agit du 5e plus haut total de la Ligue nationale cette année-là. Il affiche une excellente moyenne de points mérités de 2,78 en 64 manches et deux tiers lancées en 65 matchs, avec deux victoires et une seule défaite. Sa fin de campagne est toutefois chancelante : ennuyé par des douleurs à l'épaule, il affiche une moyenne de points mérités de 11,05 au cours d'un mois de septembre 2013 où les frappeurs adverses ont une moyenne au bâton de ,514 contre lui. C'est Trevor Rosenthal qui termine la saison comme stoppeur des Cardinals et qui a la confiance du club pour les séries éliminatoires. Mujica ne lance que 2 manches au total en matchs d'après-saison et ne fait aucune apparition dans la Série mondiale 2013, que Saint-Louis perd contre Boston.
Après la saison 2013, Edward Mujica est premier parmi tous les lanceurs de l'histoire du baseball majeur comptant au moins 400 manches lancées pour le ratio retrait sur des prises-but-sur-balles avec 5,15 retraits du genre par but-sur-balles alloué à l'adversaire. Il possède aussi la plus basse moyenne de buts-sur-balles accordés par 9 manches lancées (1,39) parmi les lanceurs en activité comptant un minimum de 400 manches de travail.

### Red Sox de Boston
Le 7 décembre 2013, Edward Mujica signe un contrat de 9,5 millions de dollars pour deux saisons chez les Red Sox de Boston. Incapable de répéter à Boston les succès connus à Saint-Louis, il dispute 16 matchs des Sox en 2014 et 11 au début de la saison 2015. En 73 manches et deux tiers lancées pour Boston, sa moyenne de points mérités se chiffre à 4,03 et il réalise 8 sauvetages à sa première année.

### Athletics d'Oakland
Les Red Sox transfèrent Mujica aux Athletics d'Oakland le 9 mai 2015. Immédiatement utilisé dans 5 matchs des Athletics, il n'accorde aucun point en 5 manches et un tiers mais a le pouce de la main droite fracturé le 22 mai lorsqu'il est heurté par un coup en flèche frappé par Bobby Wilson des Rays de Tampa Bay.

### Phillies de Philadelphie
Le 17 décembre 2015, Mujica signe un contrat des ligues mineures avec les Phillies de Philadelphie.

## Statistiques
| Saison | Équipe    | G   | GS | CG | SHO | V | D | SV | IP    | SO  | ERA  |
| ------ | --------- | --- | -- | -- | --- | - | - | -- | ----- | --- | ---- |
| 2006   | Cleveland | 10  | 0  | 0  | 0   | 1 | 0 | 0  | 18.1  | 12  | 2,95 |
| 2007   | Cleveland | 10  | 0  | 0  | 0   | 0 | 0 | 0  | 13.0  | 7   | 8,31 |
| 2008   | Cleveland | 33  | 0  | 0  | 0   | 2 | 0 | 0  | 38.2  | 27  | 6,75 |
| 2009   | San Diego | 67  | 4  | 0  | 0   | 3 | 5 | 2  | 93.2  | 76  | 3,94 |
| 2010   | San Diego | 59  | 0  | 0  | 0   | 2 | 1 | 0  | 69.2  | 72  | 3,62 |
| Totaux |           | 179 | 4  | 0  | 0   | 8 | 9 | 2  | 233.1 | 194 | 4,47 |

Note: G = Matches joués ; GS = Matches comme lanceur partant ; CG = Matches complets ; SHO = Blanchissages ; 
V = Victoires ; D = Défaites ; SV = Sauvetages ; IP = Manches lancées ; SO = retraits sur des prises ; ERA = Moyenne de points mérités.